# Marco Hietala
Marko Tapani „Marco“ Hietala (* 14. ledna 1966, Tervo, Finsko) je finský heavy metalový zpěvák a baskytarista. Je znám především jako bývalý baskytarista, zpěvák a skladatel symphonic metalové skupiny Nightwish. Je také baskytaristou, zpěvákem a textařem heavy metalové skupiny Tarot a symfonic metalové skupiny Northern Kings.

## Život a kariéra

### Nightwish
V roce 2002 se připojil ke skupině Nightwish, kde nahradil baskytaristu Sami Vänskaho a již téhož roku se skupinou vydal album Century Child. Na tomto albu se rovněž podílel i jako zpěvák, přičemž na některých skladbách zpívá v duetu s hlavní zpěvačkou Tarjou Turunen. Jako zpěvák se podstatně více uplatnil na albu Dark passion Play, vydaného v září roku 2007. Na tomto albu zpívá i sólově, a napsal také některé písně jako „The Islander“, ve které hraje na akustickou kytaru namísto baskytary. I na dalším albu Imaginaerum složil hudbu i text k písni „The Crow, the Owl and the Dove“.
Během svého angažmá u Nightwish nahrál také několik coververzí známých metalových písní jako „Crazy Train“ od Ozzyho Osbourna, „Wild Child“ od W.A.S.P., „Don't Talk to Strangers“ od Dia, „Symphony of Destruction“ od Megadeth i „High Hopes“ od Pink Floyd. Některé z těchto písní se Nightwish rozhodli později uveřejnit i na svých albech.
Dne 12. ledna 2021 oznámil odchod ze skupiny Nightwish i dočanou přestávku v hudební tvrobě.

### Ostatní projekty
V roce 2006 hostoval jako zpěvák i baskytarista na prvním albu Lucidity nizozemské symfonic metalové skupiny Delain, složené především z gothic metalových a symphonic metalových hudebníků, včetně Martijna Westerholta, bývalého klávesisty skupiny Within Temptation. Jako zpěvák se podílel i na svou dvou písních na následujícím albu April Rain z roku 2009.
V březnu 2009 se Marco přidal ke skupině Sapattivuosi. Společně nahráli například finské coververze některých písní skupiny Black Sabbath.
Hietala se podílel i na tvorbě skupin Sinergy,Tarot a Northern Kings. Se skupinou Nothern Kings se dne 18. června 2022 opět vrátil na hudební scénu a ukončil tak 17 měsíční pauzu. S kapelou hrál na festivalu Tuhdimmat Tahdit Festival v Nokii. V rozhovoru později uvedl, že od svého odchodu nenavázal kontakt se členy Nightwish a jeho návrat ke kapele je nejistý.

### Sólová kariéra
V květnu 2019 vydal pod svým rodným jménem Marko Hietala své první sólové album Mustan sydämen rovio nahrané ve finštině. Album obsahuje písně, které byly příliš osobní na to, aby je vydal s některou z kapel, ve kterých vystupuje. Již při vydání alba ve finštině řekl, že zamýšlí vydat i verzi anglickou, která nakonec vyšla 24. ledna 2020 pod názvem Pyre Of The Black Heart. V únoru jej pak následovalo i krátké turné, v rámci kterého zavítal i do Prahy. Pražský koncert se uskutečnil 9. února v klubu Roxy.

## Vybavení
Marco Hietala používá baskytary značky Warwick, především 4strunné modely Infinity a Vampyre laděné na standard D (DGCF) nebo na DROP C (CGCF).

## Osobní život
Marco Hietala je ženatý a má dva syny (dvojčata). S rodinou žije ve městě Kuopio ve Finsku.
Jeho velkou zálibou je čtení knih, hlavně fantasy a sci-fi žánrů, hraní videoher a sledování filmů.

## Diskografie

### Nightwish
- Century Child (2002)
- Once (2004)
- End of an Era Live DVD (2005)
- Dark Passion Play (2007)
- Made in Hong Kong (And in Various Other Places) (2009)
- Imaginaerum (2011)
- Endless Forms Most Beautiful (2016)
- Human. :II: Nature. (2020)

### Tarot
- The Spell of Iron (1986)
- Follow Me into Madness (1988)
- To Live Forever (1993)
- To Live Again (Live CD) (1994)
- Stigmata (1995)
- For the Glory of Nothing (1998)
- Suffer Our Pleasures (2003)
- Crows Fly Black (2006)
- Undead Indeed (Live DVD) (2008)
- Gravity of Light (2010)
- The Spell of Iron MMXI (2011)

### Sinergy
- To Hell And Back (2000)
- Suicide By My Side (2002)

### Northern Kings
- Reborn (2007)
- Rethroned (2008)

### Delain
- Lucidity (2006)
- April Rain (2009)

### Sapattivuosi
- Ihmisen merkki (The Sign of Man) (2009)

### Sólová tvorba
- Mustan sydämen rovio (2019)
- Pyre Of The Black Heart (2020)

## Hostování a další projekty
1990
- Warmath – Gehenna – (doprovodné vokály, klávesy)

1999
- To/Die/For – All Eternity – (doprovodné vokály)

2001
- Gandalf – Rock Hell – (doprovodné vokály)
- To/Die/For – Epilogue – (doprovodné vokály)

2002
- Dreamtale – Beyond Reality – (zpěv k „Heart's Desire“ & „Where the Rainbow Ends“)
- Virtuocity – Secret Visions – (zpěv ve skladbách „Eye for an Eye“ a „Speed of Light“)

2003
- Aina – Days of Rising Doom – (zpěv)
- Altaria – Pozvánka – (doprovodné vokály)
- Charon – The Dying Daylights – (doprovodné vokály)
- Evemaster – Wither – (zpěv na „Wings of Darkness“ (obálka Tarot))

2004
- Shade Empire – Sinthetic – (zpěv na „Human Sculpture“)
- Timo Rautiainen & Trio Niskalaukaus – Kylmä tila (zpěv na „Älkää selvittäkö“ & „Samarialainen“)

2005
- Turmion Kätilöt – Niuva 20 – (doprovodné vokály na „Stormbringer“ (Deep Purple cover))

2006
- After Forever – Mea Culpa – (zpěv na jedné verzi „Face Your Demons“)
- Amorphis – Eclipse – (doprovodné vokály)
- Defuse – Defuse – (zpěv na „DIB“)
- Delain – Lucidity – (zpěv na 5 skladbách, baskytara)
- Eternal Tears of Sorrow – Before the Bleeding Sun – (doprovodné vokály)
- Stoner Kings – Fuck the World – (doprovodné vokály)
- Verjnuarmu – Muanpiällinen Helevetti – (doprovodné vokály)

2007
- Amorphis – Silent Waters – (doprovodné vokály)
- Nuclear Blast All-Stars: Into the Light – (zpěv na „Inner Sanctuary“)
- Machine Men – Circus of Fools – (zpěv na „The Cardinal Point“)

2008
- Ebony Ark – Decoder 2.0 – (zpěv na 5 skladbách)

2009
- Amorphis – Skyforger – (doprovodné vokály)
- Delain – April Rain – (zpěv na „Control the Storm“ a „Nothing Left“)
- Marenne – The Past Prelude – (doprovodné vokály)
- Elias Viljanen – Fire-Hearted – (zpěv na „Last Breath of Love“)
- Turmion Kätilöt – Lentävä KalPan Ukko – (doprovodné vokály)
- Turmion Kätilöt – Verkko Heiluu – (doprovodné vokály)

2010
- Erja Lyytinen – Voracious Love – (zpěv na „Bed of Roses“)

2011
- Grönholm – Silent Out Loud – (zpěv na „Vanity“)

2012
- Delain – We Are the Others – (zpěv ve dvou bonusových živých skladbách na verzi Digipak)

2013
- A2Z – Parasites of Paradise – (akustická kytara ve skladbách „Nightcrawler“, „Caterpillar“ a „Kudlanka“)
- Ayreon – The Theory of Everything – (zpěv)
- Turmion Kätilöt – Technodiktator – (doprovodné vokály na „Jalopiina“)
- Lazy Bonez – Vol.1 – (duet s Udo Dirkschneiderem na First to Go – Last to Know)

2014
- Delain – The Human Contradiction – (zpěv k „Your Body Is a Battleground“ a „Sing to Me“)

2016
- Avantasia – Ghostlights – (zpěv na „Master of the Pendulum“)

2018
- Ayreon – Ayreon Universe – The Best of Ayreon Live – (zpěv)
- Dark Sarah – The Golden Moth – (zpěv na „The Gods Speak“)

2019
- Delain – Hunter's Moon – (zpěv na živých skladbách)

2020
- Jupiterium – „King of Spades“, pocta Lemmymu – (zpěv)

2021
- Therion – Leviathan – (zpěv na „Tuonela")
- Circus of Rock – Come One, Come All – (zpěv na „Sheriff of Ghost“)
- Waltari – 3rd Decade - Anniversary Edition – (zpěv na „Below Zero“)
- Mika Jaakola – Dark Slide Inc. – (zpěv na Soita)

2022
- HiSQ – Flesh and Blood – (zpěv)

2023
- Delain – Dark Waters – (zpěv na „Invictus")
- Exit Eden – Run! – (zpěv)

### In-studio
Amorphis
- Far from the Sun (2003) – producent
- Eclipse (2006) – producent
- Silent Waters (2007) – producent
- Skyforger (2009) – producent
- The Beginning of Times (2011) – producent

Warmath
- Gehenna (1990) – producent
- Damnation Play (1991) – producent